# Parque Nacional Garig Gunak Barlu
O Parque Nacional Garig Gunak Barlu é um parque nacional australiano localizado no Território do Norte, na Península de Cobourg e em algumas águas adjacentes, a cerca de 216 quilômetros a nordeste da capital territorial, Darwin.